# Isabel Tocino
Isabel Tocino Biscarolasaga (Santander, 9 marzo 1949) è una politica e avvocato spagnola.

## Carriera
La sua prima esperienza professionale era in un'associazione dell'energia nucleare per la quale ha lavorato come esperta legale (1972-1976). Ha anche lavorato come professoressa di Diritto Civile presso l'Università Complutense di Madrid.
I suoi inizi in politica risalgono al 1983, anno in cui entrò a far parte della Alleanza Popolare. Tre anni dopo, si trovava con un seggio nel comitato esecutivo.
Nelle elezioni generali del 1986, ha ottenuto un seggio al Congresso dei deputati. 
Dopo il ritorno di Fraga, nel gennaio 1989, è stata eletta come uno dei sei vicepresidenti creati ed era stata considerata una candidata come presidente fino a quando fu eletto José María Aznar nel 1989.
Rieletta deputata nel 1989, 1993 e 1996. Nello stesso anno è stata nominata Ministro dell'Ambiente.
È stata Presidentessa di Siebel Systems e nel 2006 è entrata nel Consiglio di Amministrazione di Banif e Banco Santander.
Nel gennaio 2008 è stata nominata Ministro di Stato. Isabel Tocino è un membro riconosciuto dell'Opus Dei.
Insegna Diritto Civile presso l'Università Complutense di Madrid.